# Lauchlin Bernard Currie

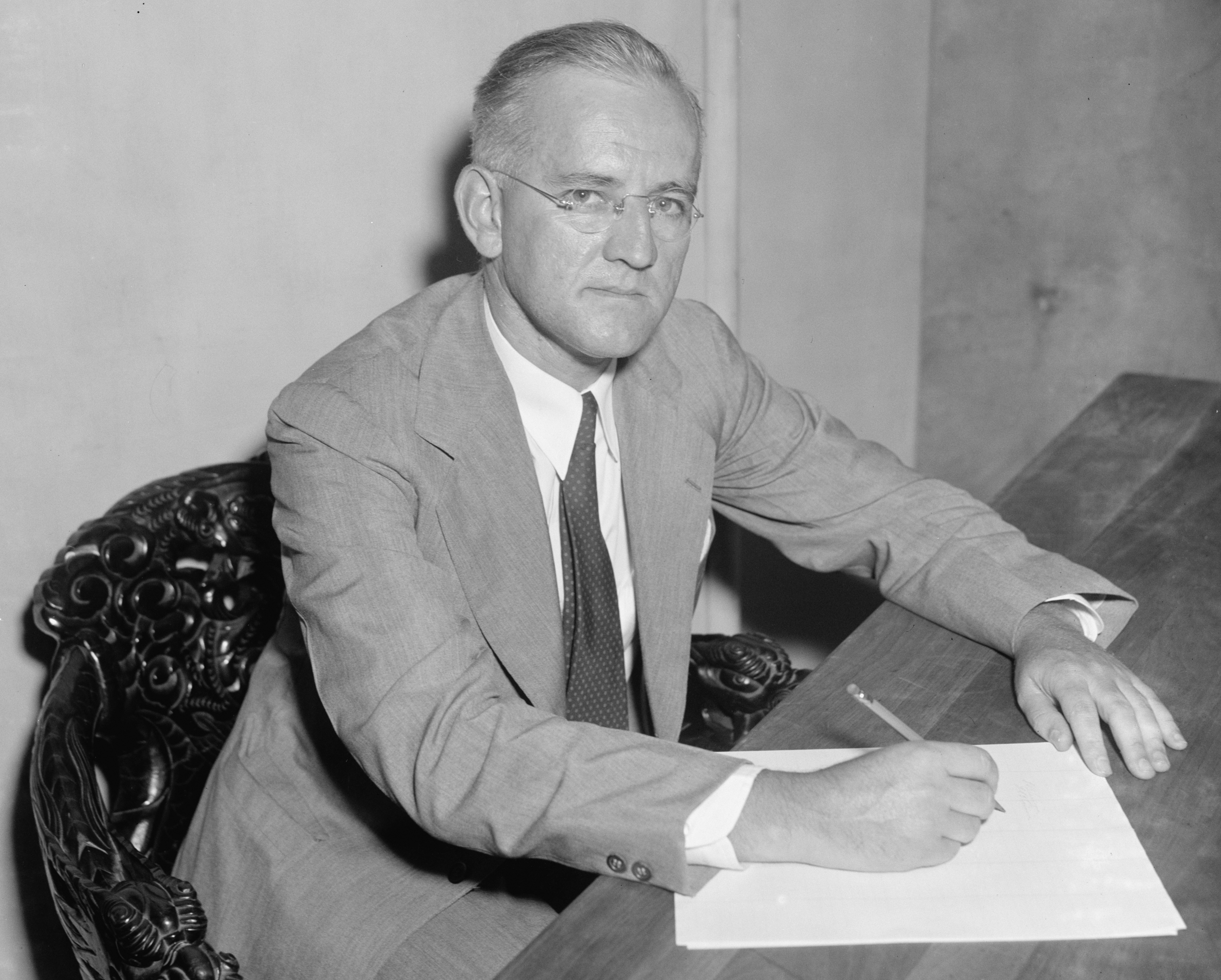
Lauchlin Currie, am 17. Juli 1939

Lauchlin Bernard Currie (* 8. Oktober 1902 in New Dublin; † 23. Dezember 1993 in Bogotá) war ein kanadisch-US-amerikanisch-kolumbianischer Wirtschaftswissenschaftler.

## Leben
Lauchlin Bernard Currie war der Sohn der Lehrerin Alice Eisenhauer Currie und dem Handelsreeder Lauchlin Bernard Currie († 1906). Nach dem Tod des Vaters zog die Familie 1906 in die Nähe von Bridgewater (Nova Scotia), wo Currie die Schule besuchte. Anschließend ging er auf Schulen in Massachusetts und Kalifornien, wo er Verwandte hatte. Von 1922 bis 1924 studierte er an der Saint Francis Xavier University in Nova Scotia und anschließend besuchte er die London School of Economics and Political Science, an der er Unterricht bei Edwin Cannan, Hugh Dalton, Arthur Lyon Bowley und Harold Laski hatte. Anschließend studierte er an der Harvard University, bei Allyn Abbott Young, der in dieser Zeit der American Economic Association vor saß. 1931 promovierte er in Harvard mit einer Dissertation über die Banktheorie.

## Frühes Berufsleben
Bis 1934 wirkte Currie in Harvard als Dozent und Assistent, nacheinander unter Ralph Hawtrey, John H. Williams, und Joseph Schumpeter. Paul Sweezy gehörte zu seinen Hörern über Geld- und Banken in Harvard. 1934 postulierte er einen Zusammenhang zwischen Geldmenge und Umlaufgeschwindigkeit des Geldes für die Vereinigten Staaten. Er machte die von der US-Regierung angewandte commercial loan theory (kommerzielle Kredit-Theorie) für die Liquiditätsprobleme Mitte 1929 verantwortlich, als das Wirtschaftswachstum bereits rückläufig war. In Folge der wirtschaftspolitischen Passivität in den nächsten vier Jahren sah er ebenfalls die US-Regierung für die massenhaften Zahlungsunfähigkeiten und Bankenpleiten verantwortlich. Stattdessen befürwortet er eine Kontrolle über die Geldmenge um Einnahmen und Ausgaben zu stabilisierend.
Im Januar 1932 forderte er einer Denkschrift mit den Harvard Kollegen Harry Dexter White und Paul Theodore Ellsworth staatliche Investitionen auch bei Erhöhung von Haushaltsdefiziten in Verbindung mit Offenmarktpolitik sowie die Aufhebung der Zölle und die Linderung der interalliierten Schulden.

## Freshman brain trust
1934 wurde Currie in den Vereinigten Staaten eingebürgert und trat dem Freshman brain trust von Jacob Viner bei, der das US-Finanzministerium beriet. Hier skizzierte er sein Ideal eines Geldsystems für die Vereinigten Staaten, ein Fractional-reserve banking mit Mindestreserve und weitgehender Kontrolle durch eine Zentralbank, die verhindert, dass die Mitgliedsbanken eine negative Geldschöpfung durch Rückzahlen ihrer Verbindlichkeiten aus Spareinlagen bewerkstelligen.
Noch 1934 wechselte Marriner S. Eccles vom Finanzministerium auf den Vorsitz des Federal Reserve Systems und nahm Lauchlin Currie als seinen Sekretär mit. Harry Dexter White vom Freshman brain trust wurde Berater von Finanzminister Henry Morgenthau und für einige Jahre spielten sich White und Currie in ihren jeweiligen Rollen im Finanzministerium und in der Federal Reserve die Bälle zu. Currie entwarf die Vorlage für das Bankengesetz von 1935, das die Federal Reserve neu organisierte und ihre Befugnisse erweiterte. Er belegte die Theorie der net federal income-creating expenditure series, welche die bedeutende Rolle von Fiskalpolitik als Ergänzung zu Geldpolitik bei der Wiederbelebung wirtschaftlichen Wachstums bei der damaligen Depression aufzeigte.
1937, nach vier Jahren des Aufschwungs, verringerte sich das Wirtschaftswachstum wieder. In einem vierstündigen Gespräch erklärte er Franklin D. Roosevelt, dass das erklärte Ziel eines ausgeglichenen Haushalts, um das Vertrauen der Unternehmer wieder zu erlangen, der wirtschaftlichen Entwicklung schaden würde. Dies war als Teil der Rivalität um die Beratergunst von Roosevelt vor dem Hintergrund des vorsichtigen Henry Morgenthau und der expansionistischen Marriner S. Eccles zu sehen. Im April 1938 brachte Roosevelt einen Nachtrag zum Haushalt ein, welcher staatliche Hilfen und Investitionen vorsah. Im Mai 1939 stellten Currie als Mr. Inside und Alvin Hansen als Mr. Outside die Rolle der Staatsdefizite beim Überwinden von Wirtschaftskrisen bei einer Anhörung vor dem nichtständigen Ausschuss National Economic vor.

## Wirtschaftsberater von Franklin D. Roosevelt
Im Juli 1939 ernannte Roosevelt Currie zu seinem Wirtschaftsberater in Fragen der Steuern, der sozialen Sicherheit sowie der Ausweitung der Wirtschaftspläne in Friedens- und Kriegszeiten. Im Januar 1941 wurde er auf eine Mission nach China zu Chiang Kai-shek und Tschou En-lai gesandt. Nach seiner Rückkehr im März empfahl er, China in das Leih- und Pachtgesetz aufzunehmen. Er wurde Harry Hopkins unterstellt.
Currie war ebenfalls mit der Betreuung der American Volunteer Group beauftragt. Im Mai 1941 stellte er den Antrag auf Finanzierung und Lieferung von Flugzeugen für den japanisch-chinesischen Krieg bei George C. Marshall und dem Joint War Vorstand. Das Antragsschreiben, das vom Verwaltungsrat angenommen wurde, betonte die Rolle einer Luftwaffe in China zur Verteidigung Singapur, der Burma Road und der Philippinen bei einem japanischen Angriff. Er wies auch auf die Möglichkeit strategischer Bombardements von Zielen in Japan hin. Diese Aktivitäten und seine Unterstützung von Sanktionen gegen Japan waren konfrontativ.
Im Juli 1942 kam Currie nach Chungking und versuchte die Spannungen zwischen Chiang Kai-shek und Joseph Stilwell abzubauen. Currie war einer von mehreren von Roosevelts Gesandten, die die Abberufung von Stilwell empfahl, der jedoch durch den Rückhalt von General Marshall bis Oktober 1944 im Amt blieb.
Currie scheint von Roosevelt zum Überbringen von Dechiffrierköder an den sowjetischen kryptografischen Dienst beauftragt worden sein.
Von 1943 bis 1944 leitete Currie die Foreign Economic Administration. In dieser Funktion rekrutierte er schon damals namhafte oder noch namhaft werdende Ökonomen oder empfahl diese an andere Regierungsstellen weiter. Zu den Ökonomen gehörten z. B. John Kenneth Galbraith, Richard Vincent Gilbert, Adlai Stevenson und William O’Dwyer.
Er war an Kreditverhandlungen mit britischen und sowjetischen Regierungsvertretern sowie an der Vorbereitungen der Konferenz von Bretton Woods 1944 beteiligt.
Anfang 1945 leitete Currie eine Mission aus der Operation Safehaven (1944–48) mit Briten und Franzosen in Bern, welche im Rahmen des Wirtschaftskrieges die Schweizer Behörden und Unternehmen überzeugte, Bankguthaben der Nationalsozialisten einzufrieren und Lieferungen an deutsche Truppen in Italien zu unterbinden.

## Vorwürfe der Aufklärung für die Sowjetunion
1939 identifizierte Whittaker Chambers gegenüber Adolf Augustus Berle Currie als sowjetischen Agent.
Currie wurde für den Sieg Mao Zedongs in China verantwortlich gemacht.
1948 erklärte die übergelaufene Sowjetspionin Elizabeth Bentley, dass Currie und Harry Dexter White Teil des Silvermaster Rings gewesen wären, worauf White und Currie im August 1948 vor das Komitee für unamerikanische Umtriebe geladen wurden und dort aussagen mussten. Die Ergebnisse des VENONA-Projekts bestätigten diese Informationen und belegt durch die Aussage von Gaik Ovakimian konnte Harry Dexter White die Spionage zugunsten der Sowjetunion nachgewiesen werden. Er verstarb an einem Herzinfarkt.
1949 erstellte Currie eine umfassende Wirtschaftsstudie über Kolumbien für die Weltbank. 1950 beauftragte ihn die kolumbianische Regierung, sie beim Umsetzen der Empfehlungen seiner Studie zu beraten. Im Dezember 1952 sagte Currie in einem Verfahren gegen Owen Lattimore aus.
1954 wurde ihm von der US-Botschaft in Bogota unter Rudolf Emil Schoenfeld (1895–1981) die Ausstellung eines US-Passes verweigert. So blieb er in Kolumbien, in welchem zu dieser Zeit La Violencia stattfand.

## Ehrungen
1989 erhielt Laurie Bernard Currie zusammen mit Otto Königsberger, Hassan Fathy und Habitat for Humanity den renommierten UN Habitat Scroll of Honour, den die Vereinten Nationen (UN) seit 1989 für außergewöhnliche Leistungen des Städte- und Wohnungsbaus verleihen (Programm der Vereinten Nationen für menschliche Siedlungen).